# Наводнения на востоке Австралии (2022)
Наводнения на востоке Австралии — стихийное бедствие (серия наводнений), произошедших на юго-востоке Квинсленда, Уайд-Бэй-Бернетте и Новом Южном Уэльсе. Сильному наводнению подвергся Брисбен, и другие города: Мэриборо, Гимпи, Ипсуич, Логан-Сити, Графтон и некоторые районы Сиднея.
Во время стихийного бедствия погибли 22 человека. В Юго-Восточном Квинсленде и Уайд-Бэй-Бернетт в связи с наводнением была закрыта почти тысяча школ, проводилась эвакуация, а населению было рекомендовано избегать поездок без острой необходимости. В регионе отмечался дефицит продовольствия из-за возникшего кризиса в системе снабжения, а также в сельских общинах Квинсленда.

## Метеорология
В районе Брисбена выпало более 400 миллиметров осадков. За три дня в Брисбене выпало 676,8 миллиметра осадков, что является самым большим показателем для 3 и 7 дней за всю историю Брисбена. Количество осадков превысило уровень наводнения в Брисбене в 1974 году: в 30 населенных пунктах юго-востока страны выпало более 1000 миллиметров.

## Причины
Наводнение было вызвано системой низкого давления над южным побережьем Квинсленда, которая затянула влагу из Кораллового моря на севере, подняв ее над побережьем Квинсленда. Область более холодного воздуха, расположенная выше в атмосфере, перемещалась внутрь, что сделало атмосферу неустойчивой и позволило влаге подниматься вверх и выпадать в виде дождя. Затем система низкого давления переместилась на юг, превратилась в Восточнобережный низкий уровень в районе Центрального побережья и Сиднея. Кроме того, вокруг Новой Зеландии существовала область высокого давления, представляющая собой вращающийся против часовой стрелки блокирующий максимум, который не позволил системе низкого давления уйти в Тасманово море.

## Брисбен
Наводнению подвергся центральный деловой район Брисбена, а также внутренние районы города. 28 февраля высота реки Брисбен достигла 3,8 метра, что выше пиковой высоты наводнения в 2,3 метра в 2013 году и ниже 3,9 метра, зафиксированного во время наводнений в Квинсленде в 2010—2011 годах, но меньше пиковой высоты в 4. 46 м в 2011 году. На всей территории Юго-Восточного Квинсленда было затоплено более 20 000 домов, а перебои с электричеством затронули более 51 000 объектов. На несколько дней было прекращено движение всех видов общественного транспорта, включая железнодорожный, автобусы и паромы City Cat. Железнодорожная сеть юго-восточного Квинсленда получила значительные повреждения в результате оползней, а основные автомагистрали были закрыты из-за наводнения. Паромная пристань Холман-стрит на реке Брисбен получила повреждения от плавающих обломков. Плотина Вивенхоу достигла пиковой мощности в 183,9 %, несмотря на то, что затворы оттока были открыты, хотя и не на 100 %.

## Сидней
3 марта тысячи жителей из ряда районов Сиднея и близлежащих пригородов были вынуждены эвакуироваться, поскольку уровень воды в реках Хоксбери, Непин и Джорджес начал подниматься после того, как за ночь в западной части города выпало 100 мм осадков.

## Ущерб
Ожидается, что ущерб от наводнений достигнет почти 1,5 миллиарда долларов. По данным Страхового совета Австралии, стоимость претензий от стихии в настоящее время составляет $1,45 млрд, но ожидается, что она возрастет, когда станет известен масштаб ущерба.

## Призыв о помощи в связи с наводнением
Телеканалы Seven Network, Nine Network и Network 10 объединились в партнерстве с Красным Крестом Австралии для проведения телемарафона вечером 12 марта, чтобы собрать деньги для пострадавших от наводнения. В мероприятии приняли участие популярные австралийские музыканты, выступившие для сбора средств. Выручка от телемарафона была пожертвована Австралийскому Красному Кресту, который оказал помощь пострадавшим от наводнений, включая поддержку эвакуации, укомплектование центров помощи и информационные услуги, а также помощь людям и сообществам в восстановлении и реконструкции.